# 10 maja
10 maja jest 130. (w latach przestępnych 131.) dniem w kalendarzu gregoriańskim. Do końca roku pozostaje 235 dni.

## Święta
- Imieniny obchodzą: Antonin, Beatrycze, Blanda, Celzjusz, Chociesław, Chocsław, Cyryn, Cyryna, Częstomir, Epimach, Feliks, Filadelf, Filadelfia, Gordian, Gordiana, Innocenty, Jan, Łazarz, Nazariusz, Nazary, Samuel, Sofronia, Sylwester, Sylwestra, Symplicjusz, Symplicy i Wiktoryna.
- Polska – Polski Dzień Sauny
- Gwatemala, Meksyk, Salwador – Dzień Matki
- Mikronezja – Święto Federacji Stanów Mikronezji
- Wspomnienia i święta w Kościele katolickim[1][2] obchodzą:
  - bł. Beatrycze d’Este († 1226, księżniczka – córka Azzo VI z rodu D’Este, mniszka)
  - św. o. Damian (prezbiter)
  - bł. Henryk Rebuschini (kamilianin)
  - św. Jan z Ávili (franciszkanin)
  - św. Katald (biskup)

## Wydarzenia w Polsce
- 1604 – W Wilnie rozpoczęła się budowa pierwszego barokowego kościoła św. Kazimierza.
- 1789 – Francuz Jean-Pierre Blanchard odbył nad Warszawą pierwszy w Polsce lot balonem.
- 1794 – Insurekcja kościuszkowska: naczelnik Tadeusz Kościuszko powołał Radę Najwyższą Narodową, która miała pełnić funkcje cywilnej władzy powstania.
- 1820 – W Królestwie Kongresowym zawieszono wolność zgromadzeń i zakazano działalności masonerii.
- 1831 – Powstanie listopadowe: nierozstrzygnięta bitwa pod Lubartowem i początek bitwy pod Połągą.
- 1893 – W Krakowie założono pierwszy w kraju klub szachowy.
- 1919 – Do Białegostoku przyłączono 13 okolicznych wsi.
- 1920 – Rozpoczął się strajk powszechny na Górnym Śląsku w proteście przeciwko niemieckiemu terrorowi.
- 1922 – Założono Stocznię Marynarki Wojennej w Gdyni.
- 1923 – Założono klub sportowy Górnik Radlin.
- 1926 – Utworzono trzeci rząd Wincentego Witosa.
- 1933 – Utworzono rząd Janusza Jędrzejewicza.
- 1940 – Niemcy utworzyli getto żydowskie w Krośniewicach.
- 1942 – W odwecie za pomoc udzieleną partyzantom Niemcy rozstrzelali 11 mieszkańców wsi Wiszenki koło Zamościa.
- 1943 – Grupa Specjalna Armii Ludowej przeprowadziła zamach przy użyciu granatów na Bar Podlaski w Warszawie, w wyniku którego zginęło 6 Niemców, a kilkunastu zostało rannych.
- 1945 – Otwarto Teatr Mały w Warszawie.
- 1964 – Na terenie byłego obozu w Treblince odsłonięto pomnik ku czci ofiar.
- 1973 – Premiera filmu Ostatnie tango w Paryżu.
- 1974 – Premiera filmu psychologicznego Nie będę cię kochać w reżyserii Janusza Nasfetera.
- 1978 – Rzekome lądowanie UFO w Emilcinie.
- 1990:
  - Powstał Urząd Ochrony Państwa
  - W warszawskim klubie Hybrydy odbył się pierwszy koncert Elektrycznych Gitar.
- 1996 – Premiera komediodramatu Pułkownik Kwiatkowski w reżyserii Kazimierza Kutza.
- 2003 – Wystartował kanał TVN Meteo.
- 2006 – Wmurowano kamień węgielny pod budowę Sea Towers w Gdyni.
- 2015 – Andrzej Duda i ubiegający się o reelekcję Bronisław Komorowski przeszli do drugiej tury wyborów prezydenckich.
- 2020 – Z powodu trwającej pandemii COVID-19 nie odbyła się pierwsza tura wyborów prezydenckich.

## Wydarzenia na świecie

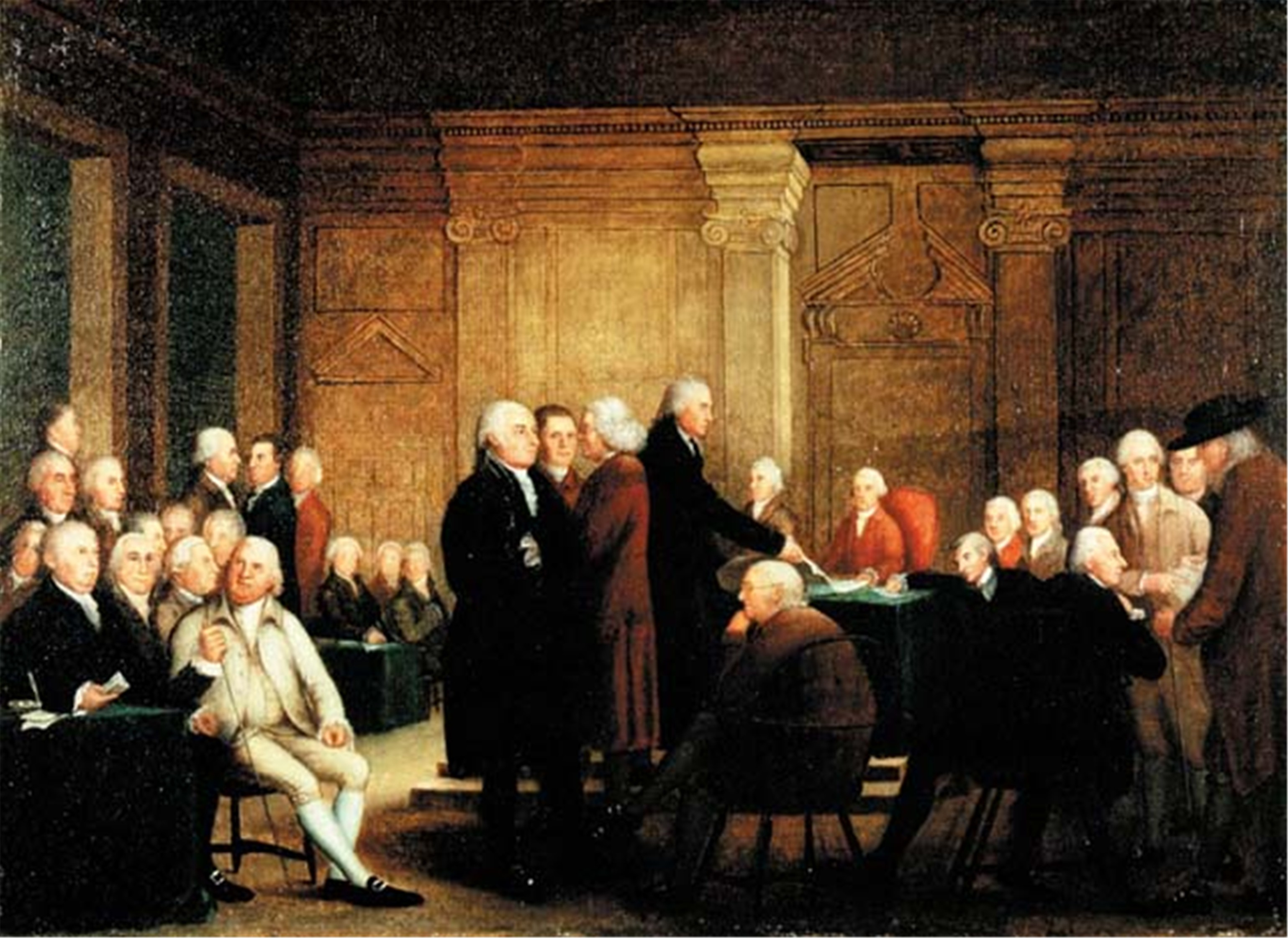
Obrady II Kongresu Kontynentalnego (1775)

- 70 – Wojna żydowska: Rzymianie rozpoczęli oblężenie Jerozolimy.
- 946 – Agapit II został papieżem.
- 1291 – Król Anglii Edward I Długonogi na zwołanej przez siebie naradzie szkockich baronów został uznany ich najwyższym seniorem.
- 1419 – Papież Marcin V erygował metropolię Florencji.
- 1503 – Krzysztof Kolumb odkrył Kajmany.
- 1508 – Michał Anioł rozpoczął malowanie fresków w kaplicy Sykstyńskiej.
- 1517 – Klaudia Walezjuszka, pierwsza żona Franciszka I, została koronowana w bazylice Saint-Denis na królową Francji.
- 1529 – Sułtan Sulejman Wspaniały wyruszył w wyprawę na Węgry, aby osadzić na tamtejszym tronie Jana Zápolyę.
- 1534 – Jacques Cartier odkrył Nową Fundlandię.
- 1612 – Szahdżahan, późniejszy władca muzułmańskiego imperium w Indiach z dynastii Mogołów, poślubił swoją trzecią żonę Mumtaz Mahal, dla której, po jej śmierci, nakazał wybudować mauzoleum Tadź Mahal w Agrze.
- 1638 – Przyszły król Polski Jan Kazimierz Waza został aresztowany we Francji pod zarzutem szpiegostwa na rzecz Hiszpanii. Zwolniono go po interwencji poselstwa Rzeczypospolitej w lutym 1640 roku.
- 1650 – Kampania Cromwella w Irlandii: klęska Irlandczyków w bitwie pod Macroom.
- 1655 – Anglicy rozpoczęli inwazję na hiszpańską Jamajkę, zajmując ją następnego dnia.
- 1774 – Ludwik XVI został królem Francji.
- 1775:
  - W Filadelfii zebrał się II Kongres Kontynentalny.
  - Wojna o niepodległość Stanów Zjednoczonych: oddział amerykański pod dowództwem Benedicta Arnolda i Ethana Allena zajął Fort Ticonderoga.
- 1794 – Rewolucja francuska: księżniczka Elżbieta Burbon została ścięta na gilotynie.
- 1796 – I koalicja antyfrancuska: zwycięstwo wojsk francuskich nad austriackimi w bitwie pod Lodi.
- 1797 – Zwodowano pierwszy okręt US Navy USS „United States”.
- 1801 – Berberyjscy piraci z Trypolisu wypowiedzieli wojnę USA.
- 1802 – Berard z Marsi został beatyfikowany przez papieża Piusa VII.
- 1804 – W Wielkiej Brytanii utworzono drugi gabinet Williama Pitta Młodszego.
- 1824 – W Londynie otwarto Galerię Narodową.
- 1857:
  - Bezludna wyspa Lisianski została przyłączona do Królestwa Hawajów.
  - W Indiach wybuchło powstanie sipajów.
- 1863 – Powstanie styczniowe na ziemiach zabranych: w bitwie pod Piotrowszczyzną koło Mińska Rosjanie rozbili oddział 300 powstańców pod wodzą Antoniego Trusowa.
- 1865 – Jedyny prezydent Skonfederowanych Stanów Ameryki Jefferson Davis został schwytany w Georgii przez żołnierzy Unii.
- 1869:
  - Japońska flota cesarska odniosła zwycięstwo nad flotą Republiki Ezo podczas bitwy w zatoce Hakodate.
  - Została otwarta Pierwsza Kolej Transkontynentalna łącząca sieć kolejową na wschodzie USA z Kalifornią i wybrzeżem Pacyfiku.
- 1871 – Zawarto traktat pokojowy kończący wojnę francusko-pruską.
- 1873 – Wojna Modoków: zwycięstwo wojska amerykańskiego w bitwie koło Sorass Lake.
- 1879 – W amerykańskim stanie Iowa spadł meteoryt Estherville.
- 1894 – Otwarto Muzeum Aquincum w Budapeszcie.
- 1897 – Uchwalono niemiecki Kodeks handlowy.
- 1900 – Przyszły cesarz Japonii Yoshihito poślubił Sadako Kujō.
- 1901 – Kinmochi Saionji został premierem Japonii.
- 1906:
  - Muhammad Jamalul Alam II został sułtanem Brunei.
  - Odbyło się inauguracyjne posiedzenie rosyjskiej Dumy Państwowej.
- 1915 – Ukazało się pierwsze wydanie salwadorskiego dziennika „La Prensa Gráfica”.
- 1918 – I wojna światowa: Brytyjczycy przeprowadzili drugi rajd na okupowane przez Niemców belgijskie porty Ostenda i Zeebrugge; w okolicy Harwich brytyjski okręt podwodny HMS E34 zatopił U-Boota SM UB-16, z którego załogi ocalał jedynie kapitan.
- 1921 – W Niemczech został utworzony pierwszy rząd Josepha Wirtha.
- 1922 – USA zaanektowały rafę koralową Kingman.
- 1923 – W Lozannie rosyjski oficer pochodzenia szwajcarskiego Maurice Conradi, w zemście za zamordowanie przez bolszewików kilku członków jego rodziny, zastrzelił sowieckiego dyplomatę Wacława Worowskiego.
- 1924 – J. Edgar Hoover został na kolejne 48 lat dyrektorem Biura Śledczego (od lipca 1935 roku Federalnego Biura Śledczego (FBI)).
- 1925 – Francis Bell został premierem Nowej Zelandii.
- 1930 – Utworzono Czukocki Okręg Autonomiczny.
- 1932 – Pieśń Het Wilhelmus została ustanowiona hymnem Holandii.
- 1933 – Przed gmachem opery w Berlinie naziści rozpoczęli palenie książek.
- 1938 – W Połądze na Litwie wybuchł wielki pożar, w wyniku którego 1500 mieszkańców zostało bez dachu nad głową.
- 1940 – II wojna światowa:
  - Niemcy zaatakowali Francję, Belgię, Holandię i Luksemburg.
  - Winston Churchill zastąpił Neville’a Chamberleina na stanowisku premiera Wielkiej Brytanii.
  - Wojska brytyjskie wylądowały na Islandii.
- 1941:
  - Luftwaffe dokonała ostatniego dużego nalotu bombowego na Londyn, w wyniku którego zginęło ok. 1400 osób.
  - Zastępca Adolfa Hitlera w NSDAP i minister bez teki w jego rządzie Rudolf Heß poleciał pilotowanym przez siebie myśliwcem do Szkocji, gdzie po wyskoczeniu ze spadochronem został aresztowany.
- 1944 – Na XXVI Międzynarodowej Konferencji Pracy przyjęto Deklarację Filadelfijską.
- 1945 – W Rovensku pod Troskami koło Liberca w Czechach doszło do masakry 365 cywilów i rozbrojonych żołnierzy niemieckich.
- 1948 – I wojna arabsko-izraelska: oddziały izraelskie zdobyły miasto Safed.
- 1949 – Bonn zostało stolicą RFN.
- 1950 – W wojskowym zamachu stanu na Haiti został obalony prezydent Dumarsais Estimé.
- 1953 – Ciudad Constitución na meksykańskim Półwyspie Kalifornijskim uzyskało prawa miejskie.
- 1955 – Na Morzu Północnym zatonął polski statek rybacki „Czubatka”, w wyniku czego zginęło 12 członków załogi.
- 1956 – W Alwarze w północno-zachodnich Indiach zmierzono najwyższą w historii kraju temperaturę (50,6 °C).
- 1960 – Atomowy okręt podwodny USS „Triton” powrócił do bazy po 83-dniowym rejsie, w trakcie którego 25 kwietnia zakończył podwodne okrążenie Ziemi trasą Ferdynanda Magellana z lat 1519–22.
- 1961 – 78 osób (69 pasażerów i 9 członków załogi) zginęło na Saharze w katastrofie lecącego z Bangi do Marsylii samolotu Lockheed Constellation linii Air France.
- 1963 – Szwedzki parlament przyjął ustawę o zmianie ruchu drogowego na prawostronny, co nastąpiło 3 września 1967 roku.
- 1964 – Marco Aurelio Robles wygrał wybory prezydenckie w Panamie.
- 1965 – Otwarto Muzeum Izraela w Jerozolimie.
- 1967 – Założono holenderski klub piłkarski AZ Alkmaar.
- 1969 – Premiera westernu Złoto MacKenny w reżyserii J. Lee Thompsona.
- 1970 – Wystartował program drugi Telewizji Czechosłowackiej.
- 1971 – Została wystrzelona radziecka sonda kosmiczna Kosmos 419, która jako pierwsza miała wejść na orbitę Marsa, jednak nie zdołała opuścić orbity okołoziemskiej.
- 1972 – 83,1% spośród głosujących w referendum obywateli Irlandii opowiedziało się za wprowadzeniem poprawki do konstytucji umożliwiającej wstąpienie kraju do EWG.
- 1973 – W Saharze Zachodniej założono Front Polisario.
- 1977 – 54 osoby zginęły w katastrofie izraelskiego wojskowego śmigłowca transportowego Sikorsky CH-53 Sea Stallion w Rowie Jordanu.
- 1979 – Utworzono Sfederowane Stany Mikronezji.
- 1981 – Socjalista François Mitterrand wygrał wybory prezydenckie we Francji, pokonując w II turze urzędującego prezydenta Valéry’ego Giscarda d’Estainga.
- 1984:
  - W Szwecji utworzono Park Narodowy Skuleskogen.
  - Bułgaria i NRD ogłosiły, że zbojkotują XXIII Letnie Igrzyska Olimpijskie w Los Angeles.
- 1988 – Michel Rocard został premierem Francji.
- 1991 – Dokonano oblotu małego kanadyjskiego odrzutowca pasażerskiego Bombardier Canadair Regional Jet.
- 1993 – W Kirgistanie weszła do obiegu nowa waluta narodowa – som.
- 1994 – Nelson Mandela został pierwszym czarnoskórym prezydentem RPA.
- 1995 – John Deutch został dyrektorem CIA.
- 1996:
  - Na Mount Everest w wyniku gwałtownej burzy zginęło 8 himalaistów.
  - Premiera filmu katastroficznego Twister w reżyserii Jana de Bonta.
- 1997:
  - Papież Jan Paweł II rozpoczął podróż apostolską do Libanu.
  - W trzęsieniu ziemi o sile 7,3 stopnia w skali Richtera w północno-wschodnim Iranie zginęło 1567 osób, a ponad 2300 zostało rannych.
- 1998 – Oddano do użytku stadion piłkarski De Grolsch Veste w holenderskim Enschede.
- 2000 – Założono Uniwersytet Katolicki w Rużomberku na Słowacji.
- 2002:
  - Operacja „Ochronna Tarcza”: zakończyło się trwające od 2 kwietnia oblężenie przez wojsko izraelskie bazyliki Grobu Pańskiego w Betlejem, gdzie schroniło się ok. 200 Palestyńczyków.
  - W Wilnie rozpoczęto odbudowę Zamku Dolnego, siedziby władców litewskich i królów polskich.
- 2003 – Na Islandii odbyły się wybory parlamentarne.
- 2004:
  - Gloria Macapagal-Arroyo wygrała ponownie wybory prezydenckie na Filipinach.
  - W Hershey w Pensylwanii urodziły się sześcioraczki Gosselin.
- 2005:
  - Doszło do nieudanego zamachu na prezydenta USA George’a W. Busha podczas jego przemówienia na placu Wolności w Tbilisi. Granat rzucony z tłumu przez 27-letniego Vladimira Arutyuniana nie eksplodował.
  - W Berlinie odsłonięto Pomnik Pomordowanych Żydów Europy.
- 2006 – Giorgio Napolitano został prezydentem Włoch.
- 2010:
  - 114 osób zginęło, a około 400 zostało rannych w serii zamachów bombowych na terenie Iraku.
  - Benigno Aquino III wygrał wybory prezydenckie na Filipinach.
- 2012:
  - János Áder został prezydentem Węgier.
  - Wojna domowa w Syrii: w wyniku wybuchu dwóch bomb w dzielnicy Kazaz w Damaszku zginęło 55 osób, a 372 zostały ranne.
- 2013 – Były dyktator Gwatemali Efraín Ríos Montt został uznany za winnego zbrodni przeciwko ludzkości oraz ludobójstwa i skazany na 80 lat pozbawienia wolności.
- 2016 – 3 osoby zginęły, a 45 zostało rannych w wyniku wybuchu samochodu-pułapki w mieście Diyarbakır w południowo-wschodniej Turcji.
- 2017 – Mun Jae-in został prezydentem Korei Południowej.
- 2018 – Mahathir bin Mohamad został po raz drugi premierem Malezji.
- 2022:
  - Katalin Novák, jako pierwsza kobieta, objęła stanowisko prezydenta Węgier.
  - Yoon Suk-yeol został prezydentem Korei Południowej.

## Urodzili się
- 213 (lub 214) – Klaudiusz II Gocki, cesarz rzymski (zm. 270)
- 1265 – Fushimi, cesarz Japonii (zm. 1317)
- 1272 – Bernard Tolomei, włoski zakonnik, święty (zm. 1348)
- 1291 – Gilbert de Clare, angielski możnowładca (zm. 1314)
- 1491 – Suzanne de Bourbon, francuska księżna (zm. 1521)
- 1520 – Stanisław Karnkowski, polski duchowny katolicki, biskup kujawski, arcybiskup gnieźnieński i prymas Polski, sekretarz wielki koronny, sekretarz królewski, pisarz polityczny i religijny, mówca (zm. 1603)
- 1631 – Flavio Chigi, włoski kardynał (zm. 1693)
- 1697 – Jean-Marie Leclair, francuski kompozytor, skrzypek (zm. 1764)
- 1714 – Sophie Charlotte Ackermann, niemiecka aktorka (zm. 1792)
- 1727 – Anne-Robert-Jacques Turgot, francuski encyklopedysta, ekonomista, polityk, generalny kontroler finansów (zm. 1781)
- 1731:
  - Tommaso Antici, włoski kardynał, dyplomata (zm. 1812)
  - Victor Louis, francuski architekt (zm. 1800)
- 1743 – Lucie Madeleine d’Estaing, francuska arystokratka (zm. 1826)
- 1745 – Wilhelm Florentin von Salm-Salm, austriacki duchowny katolicki, arcybiskup metropolita praski, prymas Czech (zm. 1810)
- 1746 – Stanisław Adam Badeni, polski ziemianin, polityk (zm. 1824)
- 1748 – Louis Vieillot, francuski ornitolog (zm. 1830)
- 1752:
  - Pierre Riel de Beurnonville, francuski generał, polityk, marszałek i par Francji (zm. 1821)
  - Amalia Wittelsbach, księżniczka Palatynatu-Birkenfeld, elektorowa i królowa Saksonii, księżna warszawska (zm. 1828)
- 1754 – Asmus Jacob Carstens, niemiecki malarz (zm. 1798)
- 1760:
  - Charles de Bonchamps, francuski polityk, generał powstańców wandejskich (zm. 1793)
  - Johann Peter Hebel, niemiecki prozaik, poeta (zm. 1826)
  - Claude Joseph Rouget de Lisle, francuski kapitan, inżynier wojskowy, poeta, prozaik, autor pieśni (zm. 1836)
- 1770 – Louis Nicolas Davout, francuski arystokrata, wojskowy, marszałek Francji (zm. 1823)
- 1775 – Antoine-Charles-Louis de Lasalle, francuski generał (zm. 1809)
- 1780 – Angelica Catalani, włoska śpiewaczka operowa (sopran) (zm. 1849)
- 1784 – Stanisław Plater, polski hrabia, kapitan, historyk, geograf, kartograf, encyklopedysta, statystyk, tłumacz (zm. 1851)
- 1786 – Esther Copley, brytyjska pisarka (zm. 1851)
- 1788:
  - Augustin Jean Fresnel, francuski inżynier, fizyk (zm. 1827)
  - Katarzyna Romanowa, królowa Wirtembergii (zm. 1819)
- 1792 – Willie Person Mangum, amerykański polityk, senator (zm. 1861)
- 1795 – Augustin Thierry, francuski historyk (zm. 1856)
- 1796 - Ludwig Greiner, niemiecki leśnik pracujący gł. na terenie dzisiejszej Słowacji (zm. 1882)
- 1798 – Zofia Jabłonowska, polska hrabianka (zm. 1882)
- 1797 – Dominik Stefanowicz, polski pedagog muzyczny, pianista, dyrygent, kompozytor (zm. ok. 1870)
- 1799 – Franciszek Gagelin, francuski misjonarz, męczennik, święty (zm. 1833)
- 1800 – Józef Antoni Beaupré, polski lekarz, działacz niepodległościowy, zesłaniec (zm. 1872)
- 1802 – Horatio Allen, amerykański inżynier, wynalazca (zm. 1889)
- 1805:
  - Alexander Braun, niemiecki botanik, wykładowca akademicki (zm. 1877)
  - Jan Ksawery Kaniewski, polski malarz (zm. 1867)
- 1807 – Bernhard Horwitz, niemiecki szachista pochodzenia żydowskiego (zm. 1885)
- 1810 – Thomas Watkins Ligon, amerykański prawnik, polityk (zm. 1881)
- 1816:
  - Friedrich Gerstäcker, niemiecki pisarz (zm. 1872)
  - John Charles Ryle, brytyjski duchowny anglikański, biskup Liverpoolu (zm. 1900)
- 1820 – Hermann Wilhelm Ebel, niemiecki filolog, językoznawca, wykładowca akademicki (zm. 1875)
- 1821 – Henryk Kieszkowski, polski ziemianin, polityk (zm. 1905)
- 1823 – John Sherman, amerykański polityk, senator (zm. 1900)
- 1826 – Antoni Estreicher, polski lekarz, działacz społeczny (zm. 1906)
- 1830 – François-Marie Raoult, francuski fizyk, chemik, wykładowca akademickil (zm. 1901)
- 1832 – Ignacy Guniewicz, polski kompozytor, dyrygent, pianista, pedagog (zm. 1882)
- 1837 – Pinckney Benton Stewart Pinchback, amerykański polityk, gubernator Luizjany (zm. 1921)
- 1838:
  - John Wilkes Booth, amerykański aktor, zamachowiec (zm. 1865)
  - James Bryce, brytyjski prawnik, historyk, dyplomata, polityk (zm. 1922)
- 1839 – Thomas Joseph Carr, irlandzki duchowny katolicki, arcybiskup metropolita Melbourne (zm. 1917)
- 1841:
  - James Gordon Bennett Jr., amerykański dziennikarz, wydawca prasowy (zm. 1918)
  - Heinrich Zugmayer, austriacki geolog, paleontolog, przedsiębiorca (zm. 1917)
- 1842 – Antoni Kurzawa, polski rzeźbiarz (zm. 1898)
- 1843 – Benito Pérez Galdós, hiszpański pisarz (zm. 1920)
- 1847:
  - Wilhelm Killing, niemiecki matematyk, wykładowca akademicki (zm. 1923)
  - Charles-Édouard Martin, szwajcarski mykolog, wykładowca akademicki (zm. 1937)
- 1849:
  - Carl Moeli, niemiecki psychiatra (zm. 1919)
  - Martha Tabram, brytyjska prostytutka, ofiara morderstwa (zm. 1888)
- 1851 – Zygmunt Chełmicki, polski duchowny katolicki, działacz społeczny, publicysta, wydawca (zm. 1922)
- 1854 – Antoni Dziędzielewicz, polski prawnik, adwokat, działacz społeczny i sokoli (zm. 1935)
- 1855 – Śri Jukteśwar Giri, indyjski guru, jogin, swami, astrolog (zm. 1936)
- 1864 – Léon Gaumont, francuski wynalazca, przemysłowiec, jeden z pionierów kinematografii (zm. 1946)
- 1870 – Julian Szymański, polski lekarz okulista, polityk, marszałek Senatu RP (zm. 1958)
- 1871 – Wanda Haberkantówna, polska przyrodniczka (zm. 1930)
- 1872 – Marcel Mauss, francuski socjolog, antropolog, wykładowca akademicki (zm. 1950)
- 1873 – Richard Wilhelm, niemiecki sinolog, teolog i misjonarz ewangelicki (zm. 1930)
- 1874 – Mojżesz Schorr, polski orientalista, znawca prawa babilońskiego, rabin, polityk, senator RP pochodzenia żydowskiego (zm. 1941)
- 1875 – Eugen Schauman, fiński nacjonalista, zamachowiec (zm. 1904)
- 1876:
  - Ivan Cankar, słoweński pisarz (zm. 1918)
  - Paul Guignard, francuski kolarz szosowy i torowy (zm. 1965)
  - Shigeru Honjō, japoński generał (zm. 1945)
- 1877 – William Henry McMaster, amerykański polityk, senator (zm. 1968)
- 1878 – Gustav Stresemann, niemiecki polityk, kanclerz Niemiec, laureat Pokojowej Nagrody Nobla (zm. 1929)
- 1879 – Emil Franciszek Mecnarowski, polski prawnik, generał brygady (zm. 1968)
- 1880 – Georg Hyckel, niemiecki nauczyciel, muzealnik, publicysta (zm. 1975)
- 1881 – Jan Rutkowski, polski malarz, konserwator dzieł sztuki, wykładowca akademicki (zm. 1940)
- 1882:
  - Donatien Bouché, francuski żeglarz sportowy (zm. 1965)
  - Luis Subercaseaux, chilijski lekkoatleta, piłkarz, dyplomata (zm. 1973)
- 1883 – Victor Johnson, brytyjski kolarz torowy (zm. 1951)
- 1884 – Roberto Firpo, argentyński pianista i kompozytor tanga argentyńskiego (zm. 1969)
- 1885:
  - Mae Murray, amerykańska aktorka, tancerka (zm. 1965)
  - Fritz von Unruh, niemiecki prozaik, dramaturg, poeta (zm. 1970)
- 1886 – Karl Barth, szwajcarski teolog ewangelicko-reformowany (zm. 1968)
- 1887 – Izydor Ceceniowski, polski porucznik Legionów Polskich (zm. 1915)
- 1888:
  - Symforian Ducki, polski franciszkanin, męczennik, błogosławiony (zm. 1942)
  - Max Steiner, amerykański kompozytor muzyki filmowej pochodzenia austriackiego (zm. 1971)
- 1889 – Jan Smoła, polski polityk, poseł na Sejm RP (zm. 1945)
- 1890:
  - Gyula Bíró, węgierski piłkarz, trener pochodzenia żydowskiego (zm. 1961)
  - Clarence Brown, amerykański reżyser i producent filmowy (zm. 1987)
  - Izydor Galiński, polski oficer, inżynier, kawaler Orderu Virtuti Militari (zm. 1919)
  - Alfred Jodl, niemiecki generał pułkownik, zbrodniarz wojenny i zbrodniarz przeciwko ludzkości (zm. 1946)
  - Jean Piot, francuski florecista, szpadzista (zm. 1961)
  - Warwara Siemiennikowa, rosyjska superstualatka (zm. 2008)
- 1891 – Anton Dostler, niemiecki generał piechoty, zbrodniarz wojenny (zm. 1945)
- 1892:
  - Marian Chilewski, polski oficer, kawaler Virtuti Militari (zm. 1939)
  - Witold Elektorowicz, polski śpiewak, kompozytor, aktor (zm. 1968)
  - Antoni Poznański, polski piłkarz, kapitan pilot (zm. 1921)
- 1893:
  - Kadia Molodowsky, amerykańska pisarka, poetka pochodzenia żydowskiego (zm. 1975)
  - Antoni Strójwąs, podoficer Legionów Polskich (zm. 1914)
- 1894:
  - Kazimierz Biernat, polski major piechoty (zm. 1937)
  - Dimitri Tiomkin, amerykański kompozytor muzyki filmowej pochodzenia rosyjskiego (zm. 1979)
- 1895:
  - Kama Chinen, japońska superstulatka (zm. 2010)
  - Fricis Kociņš, łotewski pułkownik, dyplomata (zm. 1941)
  - Józef Lewartowski, polski działacz komunistyczny pochodzenia żydowskiego, członek ruchu oporu w getcie warszawskim (zm. 1942)
  - Józef Mazur, polski przemysłowiec, działacz społeczny, polityk, poseł na Sejm RP (zm. 1939)
- 1896 – Piotr Jędrzejewski, polski działacz komunistyczny (zm. 1962)
- 1897:
  - Claudio Bincaz, norweski rugbysta, piłkarz, żeglarz sportowy (zm. 1980)
  - Einar Gerhardsen, norweski polityk, premier Norwegii (zm. 1987)
  - Margaret Mahler, węgiersko-amerykańska psycholog dziecięca pochodzenia żydowskiego (zm. 1985)
- 1898:
  - Ariel Durant, amerykańska pisarka pochodzenia żydowskiego (zm. 1981)
  - Aleksandr Kuszczew, radziecki generał pułkownik (zm. 1975)
- 1899:
  - Fred Astaire, amerykański aktor, tancerz, piosenkarz pochodzenia żydowsko-niemieckiego (zm. 1987)
  - Gladys Powers, brytyjska weteranka I wojny światowej (zm. 2008)
  - Ernst Rüdiger Starhemberg, austriacki arystokrata, polityk (zm. 1956)
- 1900 – Cecilia Payne-Gaposchkin, amerykańska astronom (zm. 1979)
- 1901:
  - Sam Cowan, angielski piłkarz, trener (zm. 1964)
  - Henryk Witaczek, polski przemysłowiec, przedsiębiorca, innowator i pionier w dziedzinie jedwabnictwa w Polsce (zm. 1978)
- 1902:
  - Antoni Koncman, polski kolejarz, działacz PTTK (zm. 1985)
  - Marie-Joseph Lemieux, kanadyjski duchowny katolicki, biskup Sendai i Gravelbourga, arcybiskup Ottawy, nuncjusz apostolski (zm. 1994)
  - David O. Selznick, amerykański producent filmowy pochodzenia żydowskiego (zm. 1965)
- 1903:
  - Gʻafur Gʻulom, uzbecki prozaik, poeta, publicysta, tłumacz (zm. 1966)
  - Hans Jonas, niemiecki filozof, wykładowca akademicki pochodzenia żydowskiego (zm. 1993)
  - Oleg Łosiew, rosyjski fizyk, wynalazca (zm. 1942)
  - Stanisław Wocjan, polski malarz (zm. 1974)
- 1904:
  - Bogusław Bobrański, polski chemik, farmaceuta (zm. 1991)
  - Karl August Fink, niemiecki duchowny i teolog katolicki, historyk Kościoła (zm. 1983)
  - Antoni Grabarz, polski malarz, grafik, projektant wnętrz (zm. 1965)
  - Aleksiej Griszkowski, radziecki generał major i polski generał brygady (zm. 1990)
  - Sabir Wagapow, baszkirski i radziecki polityk (zm. 1993)
- 1905:
  - Jan Bojarczak, polski duchowny katolicki (zm. 1941)
  - Czesław Foryś, polski lekkoatleta, biegacz, działacz sportowy (zm. 1966)
  - Eugeniusz Milnikiel, polski dyplomata (zm. 1969)
- 1907:
  - Daan van Dijk, holenderski kolarz torowy (zm. 1986)
  - PeeWee Hunt, amerykański puzonista jazzowy (zm. 1979)
  - Kalle Jalkanen, fiński biegacz narciarski (zm. 1941)
- 1908:
  - Carl Albert, amerykański polityk (zm. 2000)
  - Gwilherm Berthou, bretoński chemik, poeta, publicysta, działacz narodowy i kulturalny, terrorysta (zm. 1951)
- 1909:
  - Nikołaj Glebow, rosyjski piłkarz, trener (zm. 1996)
  - Egon Rakette, niemiecki prozaik, poeta (zm. 1991)
- 1910:
  - Eric Berne, amerykański psychiatra pochodzenia kanadyjskiego (zm. 1970)
  - Elżbieta Kawenoki-Minc, polska reumatolog (zm. 2008)
  - Zofia Nehring, polska łyżwiarka szybka (zm. 1972)
  - (lub 17 sierpnia 1908) Papusza, polska poetka pochodzenia romskiego (zm. 1987)
  - Bernard Voorhoof, belgijski piłkarz (zm. 1974)
- 1911:
  - Iskak Ibrajew, radziecki pułkownik, polityk (zm. 1965)
  - Helge Pahlman, fiński muzyk, kompozytor (zm. 1976)
- 1912:
  - Olga Bancic, rumuńska działaczka komunistyczna pochodzenia żydowskiego (zm. 1944)
  - Annamuhammet Gylyjow, radziecki polityk (zm. ?)
  - Maksis Kazāks, łotewski koszykarz (zm. 1983)
  - Darczo Oganesjan, radziecki polityk (zm. 1983)
- 1914:
  - Nikołaj Bannikow, radziecki polityk (zm. 2004)
  - John James, brytyjski kierowca wyścigowy (zm. 2002)
  - Helena Kurcyusz, polska architekt, urbanistka, malarka, animatorka kultury (zm. 1999)
  - Karl Sutter, niemiecki lekkoatleta, tyczkarz (zm. 2003)
- 1915:
  - Zofia Korbońska, polska działaczka niepodległościowa (zm. 2010)
  - Pierre Mousel, luksemburski piłkarz (zm. 1998)
  - Denis Thatcher, brytyjski przedsiębiorca (zm. 2003)
- 1916:
  - Milton Babbitt, amerykański kompozytor, teoretyk muzyki (zm. 2011)
  - Leon Rubin, polski dziennikarz pochodzenia żydowskiego (zm. 1991)
- 1917 – Jan Lelej, polski podporucznik (zm. 2011)
- 1918:
  - Thomas Berry Brazelton, amerykański pediatra, publicysta (zm. 2018)
  - Peter Poreku Dery, ghański duchowny katolicki, arcybiskup Tamale, kardynał (zm. 2008)
  - Grzegorz Sołogub, polski kapitan pilot, as myśliwski (zm. 1986)
  - Grace Wales Shugar, polska psycholingwistka pochodzenia kanadyjskiego (zm. 2013)
- 1919:
  - Daniel Bell, amerykański socjolog (zm. 2011)
  - Kamil Fasiejew, tatarski i radziecki polityk (zm. 2005)
  - Ella Grasso, amerykańska polityk (zm. 1981)
- 1920:
  - Tadeusz Przybylski, polski żołnierz AK i NZW (zm. 1951)
  - Jerzy Trzcieniecki, polski ekonomista (zm. 2014)
- 1921:
  - Henryk Borucz, polski piłkarz, bramkarz (zm. 1984)
  - Romuald Cabaj, polski pisarz, reportażysta, autor słuchowisk radiowych (zm. 1968)
  - Jusuf Chamis, izraelski polityk pochodzenia arabskiego (zm. 1986)
  - Wieńczysław Gliński, polski aktor, artysta kabaretowy, pedagog (zm. 2008)
  - René Paulhan, francuski działacz gospodarczy, polityk, eurodeputowany (zm. 1990)
- 1922:
  - Jerzy Kępiński, polski polityk, poseł na Sejm PRL (zm. 2006)
  - Nancy Walker, amerykańska aktorka, reżyserka filmowa (zm. 1992)
- 1923:
  - Heydər Əliyev, azerski polityk, prezydent Azerbejdżanu (zm. 2003)
  - Arthur Kaufmann, niemiecki filozof (zm. 2001)
  - Otar Korkia, gruziński koszykarz, trener (zm. 2005)
  - Gerhard Wahrig, niemiecki językoznawca (zm. 1978)
- 1924:
  - Paweł Baldy, polski aktor, reżyser teatralny (zm. 1979)
  - Julija Drunina, rosyjska poetka, pisarka (zm. 1991)
  - Goliarda Sapienza, włoska aktorka, pisarka (zm. 1996)
  - Settimio Todisco, włoski duchowny katolicki, arcybiskup Brindisi-Ostuni (zm. 2025)
- 1925:
  - Nasuh Akar, turecki zapaśnik (zm. 1984)
  - Jadwiga Dzikówna, polska śpiewaczka operowa (sopran), pedagog (zm. 2017)
  - Witold Gliński, polski kontradmirał (zm. 1983)
  - Hasse Jeppson, szwedzki piłkarz (zm. 2013)
  - Néstor Rossi, argentyński piłkarz, trener (zm. 2007)
  - Stanley Stanczyk, amerykański sztangista pochodzenia polskiego (zm. 1997)
  - Ilie Verdeț, rumuński polityk, premier Rumunii (zm. 2001)
- 1926:
  - Hugo Banzer Suárez, boliwijski generał, polityk, prezydent Boliwii (zm. 2002)
  - Czesław Dusza, polski górnik, polityk, poseł na Sejm PRL (zm. 2013)
  - Józef Gurgul, polski prawnik, prokurator
  - Alfreda Markowska, polska działaczka społeczna pochodzenia romskiego (zm. 2021)
  - Oliver Selfridge, brytyjsko-amerykański pionier badań nad sztuczną inteligencją (zm. 2008)
- 1927:
  - Ladislav Hejdánek, czeski filozof, dysydent (zm. 2020)
  - Marcel Mart, luksemburski prawnik, dziennikarz, polityk, prezes Europejskiego Trybunału Obrachunkowego (zm. 2019)
- 1928:
  - Pierre Mouallem, palestyński duchowny melchicki
  - Marcel Rigout, francuski polityk (zm. 2014)
  - Arnold Rüütel, estoński agronom, nauczyciel akademicki, polityk, prezydent Estonii (zm. 2024)
  - Lothar Schmid, niemiecki szachista (zm. 2013)
  - John Quinn Weitzel, amerykański duchowny katolicki, biskup Samoa-Pago Pago (zm. 2022)
- 1929:
  - Sándor Kányádi, węgierski poeta, tłumacz (zm. 2018)
  - Antonine Maillet, kanadyjska pisarka (zm. 2025)
  - Teresa Zielińska, polska archiwistka, historyk (zm. 2010)
- 1930:
  - Waldemar Kozuschek, niemiecki chirurg, historyk medycyny (zm. 2009)
  - Stefan Mroczkowski, polski reżyser telewizyjny (zm. 2023)
  - George E. Smith, amerykański fizyk, laureat Nagrody Nobla (zm. 2025)
  - Mordechaj Wirszubski, izraelski polityk (zm. 2012)
- 1931:
  - Olja Ivanjicki, serbska malarka, rzeźbiarka, poetka (zm. 2009)
  - Zdzisław Maj, polski architekt, urbanista (zm. 2005)
  - Ichirō Nagai, japoński aktor głosowy (zm. 2014)
  - Ettore Scola, włoski reżyser i scenarzysta filmowy (zm. 2016)
- 1932:
  - Alma Cogan, brytyjska wokalistka (zm. 1966)
  - Kosei Kamo, japoński tenisista (zm. 2017)
  - Des Koch, amerykański lekkoatleta, dyskobol (zm. 1991)
  - Christiane Kubrick, niemiecka aktorka, tancerka, malarka, wokalistka
  - Michel Leblond, francuski piłkarz (zm. 2009)
  - Aleksandra Poch, polska polityk, poseł na Sejm PRL (zm. 2014)
- 1933:
  - Barbara Taylor Bradford, brytyjska pisarka (zm. 2024)
  - Władysław Sikora, zaolziański poeta, prozaik, felietonista, tłumacz (zm. 2015)
- 1934:
  - Gary Owens, amerykański aktor głosowy, didżej (zm. 2015)
  - Edward Potkowski, polski historyk (zm. 2017)
- 1936:
  - Jacek Fisiak, polski filolog angielski, pracownik naukowy, polityk, minister edukacji narodowej (zm. 2019)
  - Władysław Pałaszewski, polski siatkarz, trener i sędzia siatkarski (zm. 2024)
- 1937:
  - Issam Fares, libański przedsiębiorca, polityk
  - Emiko Miyamoto, japońska siatkarka (zm. 2023)
  - Tamara Press, ukraińska lekkoatletka, kulomiotka i dyskobolka (zm. 2021)
- 1938:
  - Archie Brown, brytyjski historyk, politolog, sowietolog
  - Ignacy (Dimow), bułgarski biskup prawosławny
  - Jacek Kolbuszewski, polski historyk literatury (zm. 2022)
  - Boris Polakow, radziecki lekarz, kosmonauta
  - Manuel Santana, hiszpański tenisista (zm. 2021)
  - Władimir Siemionow, rosyjski piłkarz wodny (zm. 2016)
  - Juha Vainio, fiński wokalista, poeta, tłumacz (zm. 1990)
  - Marina Vlady, francuska aktorka pochodzenia rosyjskiego
- 1939:
  - Robert Darnton, amerykański historyk kultury, bibliotekarz
  - Kim Wan Su, północnokoreański polityk
  - Franco Pacini, włoski astronom (zm. 2012)
  - Janusz Różycki, polski florecista, malarz
  - Ireneusz (Seredni), ukraiński biskup prawosławny
  - Witold Woyda, polski florecista (zm. 2008)
- 1940:
  - Arthur Alexander, amerykański piosenkarz (zm. 1993)
  - Taurean Blacque, amerykański aktor (zm. 2022)
  - Sven-Gunnar Larsson, szwedzki piłkarz, bramkarz
  - Peter Michael Liba, kanadyjski dziennikarz, polityk (zm. 2007)
  - Vicente Miera, hiszpański piłkarz, trener
- 1941:
  - Ken Berry, amerykański baseballista
  - Olga Kazi, węgierska lekkoatletka, sprinterka i biegaczka średniodystansowa
  - P.M. Sayeed, indyjski polityk (zm. 2005)
  - Georgi Stojkowski, bułgarski lekkoatleta, trójskoczek (zm. 2023)
- 1942:
  - Gilbert Aubry, francuski duchowny katolicki, biskup Saint-Denis-de-la-Réunion
  - Carl Douglas, jamajski piosenkarz
  - Jan Kudyk, polski trębacz jazzowy (zm. 2015)
  - Pascal Lainé, francuski pisarz (zm. 2024)
- 1943:
  - Andrzej Badeński, polski lekkoatleta, sprinter (zm. 2008)
  - Judith Jamison, amerykański tancerka, choreografka (zm. 2024)
  - Liu Chao-shiuan, tajwański polityk, premier Tajwanu
  - Reinhard Rieger, austriacki zoolog (zm. 2006)
- 1944:
  - Jim Abrahams, amerykański reżyser filmowy, pisarz (zm. 2024)
  - Gunnar Asmussen, duński kolarz szosowy i torowy
  - Jacek Bednarek, polski kontrabasista jazzowy, kompozytor (zm. 1990)
  - Jackie Lomax, brytyjski gitarzysta i wokalista rockowy (zm. 2013)
  - Marie-France Pisier, francuska aktorka (zm. 2011)
  - Iwona Racz-Szczygielska, polska wokalistka, członkini zespołu Filipinki
- 1945 – Roger Silman, brytyjski inżynier Formuły 1
- 1946:
  - Donovan, szkocki wokalista, gitarzysta
  - Graham Gouldman, brytyjski wokalista, kompozytor, członek zespołu 10cc
  - Dave Mason, brytyjski gitarzysta, wokalista, członek zespołu Traffic
  - Piotr Paleczny, polski pianista
  - Necula Răducanu, rumuński piłkarz, bramkarz
  - Ulrich Stranz, niemiecki kompozytor (zm. 2004)
- 1947:
  - Caroline B. Cooney, amerykańska autorka literatury dziecięcej i młodzieżowej
  - Lin Dunn, amerykańska trenerka koszykarska, działaczka klubowa, menedżerka
  - Teresa Gardocka, polska prawniczka, karnistka (zm. 2025)
  - Jim Leeker, amerykański piłkarz
  - Marion Ramsey, amerykańska aktorka (zm. 2021)
  - Anna Sobolewska, polska eseistka, krytyk i historyk literatury
- 1948:
  - Meg Foster, amerykańska aktorka
  - Paul Magdalino, brytyjski historyk, bizantynolog
  - Janina Miščiukaitė, litewska piosenkarka, klarnecistka (zm. 2008)
  - Soe Win, birmański wojskowy, polityk, premier Birmy
- 1949:
  - Andrzej Borys, polski fotografik (zm. 2024)
  - Władysław Diakun, polski samorządowiec, burmistrz Polic
  - Juliusz Kubel, polski publicysta, pisarz, reżyser, scenarzysta, samorządowiec
  - Miuccia Prada, włoska projektantka mody
  - Tapio Räisänen, fiński skoczek narciarski
- 1950:
  - Alain Castet, francuski duchowny katolicki, biskup Luçon
  - Sabri Hamiti, albański poeta, prozaik, dramaturg
  - Wojciech Jarociński, polski gitarzysta, wokalista
- 1951:
  - Alicja Chybicka, polska lekarka pediatra i onkolog, polityk, senator i poseł na Sejm RP
  - Petra Hammesfahr, niemiecka pisarka, scenarzystka filmowa
  - Pierre Jonckheer, belgijski ekonomista, polityk, eurodeputowany
  - Christine Muzio, francuska florecistka
  - Hella Ranner, austriacka prawnik, polityk, eurodeputowana
  - Ulrich Reich, niemiecki lekkoatleta, sprinter
  - Kevin Vann, amerykański duchowny katolicki, biskup Orange
- 1952:
  - Kikki Danielsson, szwedzka piosenkarka
  - Sly Dunbar, jamajski perkusista, producent muzyczny
  - Thyra Frank, duńska polityk
  - Roberto Franqueira, brazylijski piłkarz
  - Wiktor Kondratow, ukraiński piłkarz, trener (zm. 2024)
  - Vanderlei Luxemburgo, brazylijski piłkarz, trener
  - Ryszard Smolarek, polski menedżer, polityk, poseł na Sejm RP
  - Andrzej Szczepaniec, polski hokeista, trener
  - Masaki Yokotani, japoński piłkarz
- 1953:
  - Luis Argüello, hiszpański duchowny katolicki, biskup pomocniczy Valladolid
  - Aleksy (Kutiepow), rosyjski biskup prawosławny
  - Andrzej Nowicki, polski gitarzysta basowy, członek zespołu Perfect (zm. 2000)
- 1954:
  - Anatolij Czukanow, rosyjski kolarz szosowy (zm. 2021)
  - Leszek Mizieliński, polski polityk, samorządowiec, wojewoda mazowiecki (zm. 2017)
  - Marek Roslan, polski lekarz urolog
  - Björn Rudström, szwedzki curler
- 1955:
  - Hipolit (Chilko), ukraiński biskup prawosławny
  - Mark David Chapman, amerykański zabójca
  - Tony Gervaise, szkocki piłkarz, trener
  - Carole Hackney, brytyjska neurobiolog, audiolog (zm. 2015)
- 1956:
  - Marian Curyło, polski polityk, poseł na Sejm RP
  - Krzysztof Głuch, polski pianista jazzowy i bluesowy, kompozytor
  - Andriej Kryłow, rosyjski pianista
  - Władisław Listjew, rosyjski dziennikarz (zm. 1995)
  - Paige O’Hara, amerykańska aktorka, piosenkarka
- 1957:
  - Władimir Alikin, rosyjski biathlonista, trener
  - Marek Dulinicz, polski historyk, wykładowca akademicki (zm. 2010)
  - Phil Mahre, amerykański narciarz alpejski
  - Steve Mahre, amerykański narciarz alpejski
  - Bruce Penhall, amerykański żużlowiec, aktor
  - Sid Vicious, brytyjski basista, członek zespołu Sex Pistols (zm. 1979)
- 1958:
  - Gaétan Boucher, kanadyjski łyżwiarz szybki
  - Hans Enn, austriacki narciarz alpejski
  - Takashi Irie, japoński zapaśnik
  - Harri Kirvesniemi, fiński biegacz narciarski
  - Ellen Ochoa, amerykańska inżynier, astronautka pochodzenia meksykańskiego
  - Grzegorz Raczak, polski kardiolog, profesor nauk medycznych, polityk, poseł na Sejm RP
  - Rick Santorum, amerykański polityk, senator
  - Joseba Segura Etxezarraga, hiszpański duchowny katolicki, biskup pomocniczy Bilbao
  - Ralf Zumdick, niemiecki piłkarz, bramkarz, trener
- 1959:
  - Jean-Marie Balla, kameruński duchowny katolicki, biskup Bafii (zm. 2017)
  - Cindy Hyde-Smith, amerykańska polityk, senator
  - Ville Itälä, fiński prawnik, polityk
  - Claudia Schmied, austriacka menedżer, polityk
- 1960:
  - Bono, irlandzki wokalista, lider zespołu U2
  - John Curtis, amerykański polityk, kongresman
  - Dean Heller, amerykański polityk, senator
  - Bruno Madinier, francuski aktor
  - Merlene Ottey, jamajska lekkoatletka, sprinterka
- 1961:
  - Danny Carey, amerykański perkusista, członek zespołu Tool
  - Ryszard Jurek, polski siatkarz
  - Blyth Tait, nowozelandzki jeździec sportowy
  - Bruno Wolkowitch, francuski aktor pochodzenia polsko-żydowskiego
  - Stanisław Żerko, polski historyk, niemcoznawca, profesor nauk humanistycznych
- 1962:
  - Ənvər Çingizoğlu, azerski historyk, dziennikarz, pisarz (zm. 2022)
  - Zenon Kasprzak, polski żużlowiec
  - Jan Kot, polski duchowny katolicki, biskup Zé-Doca w Brazylii
  - John Ngugi, kenijski lekkoatleta, biegacz długodystansowy i przełajowy
  - Hugo Pineda, meksykański piłkarz, bramkarz
  - Constantin Uță, rumuński zapaśnik
  - Joseph Huỳnh Văn Sỹ, wietnamski duchowny katolicki, biskup Nha Trang
  - Manuel Youshimatz, meksykański kolarz torowy
- 1963:
  - Stefan Höck, niemiecki biathlonista
  - Peter Bonu Johnson, gambijski piłkarz, trener (zm. 2019)
  - Lisa Nowak, amerykańska inżynier, astronautka
  - Sławomir Skrzypek, polski inżynier, ekonomista, prezes NBP (zm. 2010)
  - Ziad Tlemçani, tunezyjski piłkarz
  - Jerzy Zajda, polski piłkarz, bramkarz
  - Vicente Zeballos, peruwiański polityk, premier Peru
- 1964:
  - Emmanuelle Devos, francuska aktorka
  - Anna Kalata, polska ekonomistka, polityk, minister pracy i polityki społecznej
- 1965:
  - Linda Evangelista, kanadyjska modelka pochodzenia włoskiego
  - Roswitha Meyer, austriacka aktorka
  - Rony Seikaly, amerykański koszykarz pochodzenia libańskiego
  - Kiyoyuki Yanada, japoński seiyū (zm. 2022)
- 1966:
  - Jason Brooks, amerykański aktor, producent filmowy
  - Imelda Chiappa, włoska kolarka szosowa
  - Jonathan Edwards, brytyjski lekkoatleta, trójskoczek
  - Anne Elvebakk, norweska biathlonistka
- 1967:
  - Antje Harvey, niemiecka biathlonistka, biegaczka narciarska
  - Przemysław Nikiel, polski aktor, lektor
  - Andrea Romano, włoski historyk, dziennikarz, polityk
  - Bob Sinclar, francuski didżej, producent muzyczny
  - Nobuhiro Takeda, japoński piłkarz
  - Artur Więcek, polski reżyser i scenarzysta filmowy
- 1968:
  - Krzysztof Kowalczyk, polski siatkarz, trener (zm. 2010)
  - Al Murray, brytyjski aktor, komik, prezenter telewizyjny
  - Erik Palladino, amerykański aktor pochodzenia włoskiego
  - Richard Patrick, amerykański muzyk, wokalista, członek zespołu Filter
  - William Regal, brytyjski wrestler
  - Tatjana Szykolenko, rosyjska lekkoatletka, oszczepniczka
- 1969:
  - Dennis Bergkamp, holenderski piłkarz
  - Hilary Lindh, amerykańska narciarka alpejska
  - Javier Margas, chilijski piłkarz
  - Judson Mills, amerykański aktor
  - Zoran Primorac, chorwacki tenisista stołowy
  - John Scalzi, amerykański pisarz science fiction
  - Lotay Tshering, bhutański polityk, premier Bhutanu
- 1970:
  - Mihai-Viorel Fifor, rumuński polityk
  - Andrzej Gontarek, polski duchowny i teolog starokatolicki
  - Kang Hee-chan, południowokoreański tenisista stołowy
  - Leszek Leszkiewicz, polski duchowny katolicki, biskup pomocniczy tarnowski
  - Craig Mack, amerykański raper (zm. 2018)
  - Gabriela Montero, amerykańska pianistka pochodzenia wenezuelskiego
  - Gina Philips, amerykańska aktorka, producentka filmowa
  - Dallas Roberts, amerykański aktor
  - David Weir, szkocki piłkarz
- 1971:
  - Doris Auer, austriacka lekkoatletka, tyczkarka
  - Priska Doppmann, szwajcarska kolarka szosowa
  - Adriano Giannini, włoski aktor
  - Kim Dzong Nam, północnokoreański polityk (zm. 2017)
  - Luan Krasniqi, niemiecki bokser pochodzenia albańskiego
  - Dienis Kriwoszłykow, rosyjski piłkarz ręczny
  - Lee Seung-bae, południowokoreański bokser
  - Tomasz Lipiec, polski lekkoatleta, chodziarz, polityk, minister sportu
  - Amy Mastura, malezyjska piosenkarka i aktorka
  - Doris Neuner, austriacka saneczkarka
  - Ådne Søndrål, norweski łyżwiarz szybki
  - Tomasz Wałdoch, polski piłkarz, trener
  - Katja Woywood, niemiecka aktorka
  - Beat Zberg, szwajcarski kolarz szosowy i torowy
- 1972:
  - Ba Yanchuan, chiński zapaśnik
  - Edyta Bielak-Jomaa, polska prawniczka, wykładowczyni akademicka, urzędniczka państwowa
  - Tara Cunningham, amerykańska sztangistka
  - Ivo Díaz, węgierski piłkarz ręczny pochodzenia kubańskiego
  - Rédoine Faïd, francuski przestępca pochodzenia algierskiego
  - Radosław Majdan, polski piłkarz, bramkarz
  - Giorgi Nemsadze, gruziński piłkarz
  - Víctor Noriega, meksykański aktor, piosenkarz, model
  - Rodrigo Ruiz, chilijski piłkarz
  - Katja Seizinger, niemiecka narciarka alpejska
  - Nicolai Wael, duński piłkarz, trener
  - Christian Wörns, niemiecki piłkarz
- 1973:
  - Youssef Chippo, marokański piłkarz
  - Mahmud Qurbanov, azerski piłkarz
  - Rüştü Reçber, turecki piłkarz, bramkarz
  - Jerome Williams, amerykański koszykarz
  - Katarzyna Zakrzewska, polska lekkoatletka, sprinterka
- 1974:
  - Jon Beare, kanadyjski wioślarz
  - Jes Brieden, amerykańska piosenkarka, producentka muzyczna, autorka tekstów
  - Séverine Caneele, belgijska aktorka
  - Liu Fang, chińska artystka
  - Aneta Sosnowska, polska lekkoatletka, płotkarka
  - Sylvain Wiltord, francuski piłkarz pochodzenia gwadelupskiego
- 1975:
  - Hélio Castroneves, brazylijski kierowca wyścigowy
  - Hazem Emam, egipski piłkarz
  - Ueli Kestenholz, szwajcarski snowboardzista
  - Barbara Nowacka, polska informatyk, polityk, poseł na Sejm RP
  - Artur Pontek, polski aktor
  - Sławomir Toczek, polski strongman
- 1976:
  - Joshua J. Johnson, amerykański lekkoatleta, sprinter
  - Ko Lai Chak, hongkoński tenisista stołowy
  - Nykesha Sales, amerykańska koszykarka
  - Rem Urasin, rosyjski pianista
  - Jan Vacek, czeski tenisista
- 1977:
  - Henri Camara, senegalski piłkarz
  - Nick Heidfeld, niemiecki kierowca wyścigowy
  - Anna Kariejewa, rosyjska piłkarka ręczna
  - Dawid Kupczyk, polski bobsleista
  - Siergiej Nakariakow, rosyjski trębacz
  - Hugo Silva, hiszpański aktor
  - Jiří Štoček, czeski szachista
- 1978:
  - Đào Thiên Hải, wietnamski szachista, trener
  - Zoltán Kammerer, węgierski kajakarz
  - Reinaldo Navia, chilijski piłkarz
  - Suban Punnon, tajski bokser
  - Lalla Salma, księżna Maroka
  - Tomasz Szatkowski, polski prawnik, urzędnik państwowy, dyplomata
  - Kenan Thompson, amerykański aktor, komik, muzyk
- 1979:
  - Isabel Blanco, norweska piłkarka ręczna pochodzenia hiszpańskiego
  - Lee Hyori, południowokoreańska aktorka, piosenkarka
  - Muhamad Kaironnisam Sahabudin Hussain, malezyjski piłkarz
- 1980:
  - Jarosław Centek, polski historyk (zm. 2023)
  - Ralph Näf, szwajcarski kolarz górski
  - Espen Bugge Pettersen, norweski piłkarz, bramkarz
  - Zaho, francuska piosenkarka
- 1981:
  - Aniekan Archibong, amerykański koszykarz pochodzenia nigeryjskiego
  - Samuel Dalembert, kanadyjski koszykarz pochodzenia haitańskiego
  - Arkadiusz Gołaś, polski siatkarz (zm. 2005)
  - Dariusz Stefaniuk, polski samorządowiec, wicemarszałek województwa lubelskiego
  - Humberto Suazo, chilijski piłkarz
  - Tom Vek, brytyjski muzyk i multiinstrumentalista
- 1982:
  - Łukasz Bodnar, polski kolarz szosowy
  - Aneta Bruzgul, polska koszykarka
  - Dirty Harry, brytyjska wokalistka, kompozytorka
  - Katarzyna Dłużyk, polska koszykarka
  - Christijana Kolewa, bułgarska siatkarka
  - Fərid Mansurov, azerski zapaśnik
  - David Wilkinson, irlandzki sędzia rugby
- 1983:
  - Gustav Fridolin, szwedzki polityk
  - Massimo Giacoppo, włoski piłkarz wodny
  - Michał Woźnica, polski hokeista
- 1984:
  - Alana Boyd, australijska lekkoatletka, tyczkarka
  - Emmanuel Callender, trynidadzko-tobagijski lekkoatleta, sprinter
  - Sarah Katsoulis, australijska pływaczka
  - Danilo Larangeira, brazylijsko-włoski piłkarz
  - Hanne Schenk, szwajcarska bobsleistka
  - Michal Šimečka, słowacki politolog, polityk, eurodeputowany
  - Martin Smedberg-Dalence, szwedzko-boliwijski piłkarz
  - Lucia Töröková, słowacka siatkarka
- 1985:
  - Odette Annable, amerykańska aktorka
  - Ryan Getzlaf, kanadyjski hokeista
  - Abbas Hassan, libański piłkarz, bramkarz
  - Tonya Mokelki, kanadyjska siatkarka
  - Jeffrey Ntuka, południowoafrykański piłkarz (zm. 2012)
  - Diego Tardelli, brazylijski piłkarz
  - Naoki Tsukahara, japoński piłkarz
  - Ilja Żylin, rosyjski siatkarz
- 1986:
  - Fernanda Garay Rodrigues, brazylijska siatkarka
  - Pentala Harikrishna, indyjski szachista
- 1987:
  - Wilson Chandler, amerykański koszykarz
  - Kévin Constant, gwinejski piłkarz
  - Emmanuel Emenike, nigeryjski piłkarz
  - Allie Haze, amerykańska aktorka pornograficzna
  - Paulina Misiek, polska koszykarka
  - Martin Paterson, północnoirlandzki piłkarz
- 1988:
  - Daniel Alsina Leal, hiszpański szachista
  - Łukasz Burliga, polski piłkarz
  - Jhasmani Campos, boliwijski piłkarz
  - Justin Duff, kanadyjski siatkarz
  - Adam Lallana, angielski piłkarz
  - Jonathan López, gwatemalski piłkarz
  - Allan Nyom, kameruński piłkarz
  - Jewhenija Spitkowśka, ukraińska koszykarka
  - Vojo Ubiparip, serbski piłkarz
- 1989:
  - Michał Aleksandrowicz, polski koszykarz
  - Ivan Almeida, kabowerdyjski piłkarz
  - Marrit Leenstra, holenderska łyżwiarka szybka
  - Hrvoje Milić, chorwacki piłkarz
  - Munir Mohand, marokański piłkarz, bramkarz
  - Kacper Płażyński, polski prawnik, samorządowiec, polityk, poseł na Sejm RP
  - Danielle Robinson, amerykańska koszykarka
  - Lindsey Shaw, amerykańska aktorka
- 1990:
  - Uładzimir Chwaszczynski, białoruski piłkarz
  - Karmen Pedaru, estońska modelka
  - Salvador Pérez, wenezuelski baseballista
  - Lauren Potter, amerykańska aktorka
  - Ivana Španović, serbska lekkoatletka, skoczkini w dal
  - Eduards Višņakovs, łotewski piłkarz
- 1991:
  - Paul Anton, rumuński piłkarz
  - Kamil Bednarek, polski piosenkarz, kompozytor, autor tekstów
  - Joanna Chełchowska, polska koszykarka
  - Ray Dalton, amerykański piosenkarz, autor tekstów
  - Yaser Kasim, iracki piłkarz
  - Aline Rotter-Focken, niemiecka zapaśniczka
  - Maira Silva, brazylijska lekkoatletka, tyczkarka
  - Didrik Tønseth, norweski biegacz narciarski
  - Tim Wellens, belgijski kolarz szosowy
- 1992:
  - Monika Chabel, polska wioślarka
  - Ben McLachlan, nowozelandzko-japoński tenisista
  - Jake Zyrus, filipiński piosenkarz
- 1993:
  - Tímea Babos, węgierska tenisistka
  - Bojanka Kostowa, azerska sztangistka pochodzenia bułgarskiego
  - Emmanuel Mbola, zambijski piłkarz
  - Yonkaira Peña, dominikańska siatkarka
  - Halston Sage, amerykańska aktorka
  - Mirai Shida, japońska aktorka
- 1994:
  - Damonte Dodd, amerykański koszykarz
  - Yūki Itō, japońska skoczkini narciarska
  - Jamar Loza, jamajski piłkarz
  - Femke Pluim, holenderska lekkoatletka, tyczkarka
  - David Stec, austriacki piłkarz
- 1995:
  - Nedim Buza, bośniacki koszykarz
  - Antonela Fortuna, argentyńska siatkarka
  - Melissa Franklin, amerykańska pływaczka
  - Jauhien Jabłonski, białoruski piłkarz
  - Stéphane Lambese, haitański piłkarz
  - Tena Lukas, chorwacka tenisistka
  - Gabriella Papadakis, francuska łyżwiarka figurowa
  - Karlie Samuelson, amerykańska koszykarka
- 1996:
  - Martín Aguirregabiria, hiszpańskiego piłkarz narodowości baskijskiej
  - Sashalee Forbes, jamajska lekkoatletka, sprinterka
  - Chencho Gyeltshen, bhutański piłkarz
  - Kelian Janikowski, polski piłkarz ręczny
  - Tyus Jones, amerykański koszykarz
  - Kateřina Siniaková, czeska tenisistka
  - Alex Tuch, amerykański hokeista
  - Swantje Paulina, niemiecka modelka, influencerka
- 1997:
  - Chen Nien-chin, tajwańska pięściarka
  - Jeff Dowtin, amerykański koszykarz
  - Artur Najfonow, rosyjski zapaśnik
  - Richarlison, brazylijski piłkarz
  - Vladislavs Sorokins, łotewski piłkarz
  - Enes Ünal, turecki piłkarz
- 1998:
  - Kinga Drabek, polska siatkarka
  - Malachi Flynn, amerykański koszykarz
  - Priscilla Hon, australijska tenisistka pochodzenia chińskiego
  - Vitaly Janelt, niemiecki piłkarz
- 1999:
  - Gino Ávila, honduraski zapaśnik
  - Erick González, gwatemalski piłkarz
  - Kacper Mąkowski, polski koszykarz
  - Sebastian Szymański, polski piłkarz
- 2000:
  - Amine Adli, francuski piłkarz pochodzenia marokańskiego
  - Destanee Aiava, australijska tenisistka
  - Nawaf Al-Aqidi, saudyjski piłkarz, bramkarz
  - Choe Hyo-gyong, północnokoreańska zapaśniczka
  - Sean Quinn, amerykański kolarz szosowy
- 2001 – Tari Eason, amerykański koszykarz
- 2002:
  - Karin Ann, słowacka piosenkarka, autorka tekstów pochodzenia czeskiego
  - Niłufar Rajmowa, kazachska zapaśniczka
- 2003 – Georgi Tatarow, bułgarski siatkarz
- 2004 – Bilal El Khannouss, marokański piłkarz
- 2007 – Andrés Reyes, nikaraguański piłkarz
- 2013 – Taufaʻahau Manumataongo, tongański książę
- 2020 – Karol, luksemburski książę

## Zmarli
- 1034 – (lub 11 maja) Mieszko II Lambert, król Polski (ur. 990)
- 1226 – Beatrycze d’Este, włoska benedyktynka, błogosławiona (ur. ok. 1192)
- 1290 – Rudolf II, książę Austrii (ur. 1270)
- 1363 – Andouin Aubert, francuski duchowny katolicki, biskup Paryża i Auxerre, kardynał (ur. ?)
- 1367 – Élie de Saint-Yrieix, francuski duchowny katolicki, biskup Uzès, kardynał (ur. ?)
- 1424 – Go-Kameyama, cesarz Japonii (ur. 1347)
- 1482 – Paolo dal Pozzo Toscanelli, włoski matematyk, astronom, kosmograf (ur. 1397)
- 1516 – Ugolino di Vieri, włoski poeta (ur. 1438)
- 1521 – Sebastian Brant, niemiecki humanista, satyryk (ur. 1457)
- 1537 – Andrzej Krzycki, polski duchowny katolicki, arcybiskup gnieźnieński i prymas Polski, teolog, poeta, mecenas sztuki, sekretarz królewski (ur. 1482)
- 1566 – Leonhart Fuchs, niemiecki lekarz, botanik (ur. 1501)
- 1569 – Jan z Ávili, hiszpański duchowny katolicki, mistyk, asceta, kaznodzieja, teolog, doktor Kościoła, święty (ur. 1500)
- 1584 – Luigi Cornaro, włoski kardynał (ur. 1517)
- 1605 – Kazimierz VII, książę darłowsko-bytowski i szczeciński, biskup Pomorskiego Kościoła Ewangelickiego (ur. 1557)
- 1626 – Stanisław Orzelski, polski poeta, satyryk (ur. ok. 1581)
- 1641:
  - Johan Banér, szwedzki marszałek polny (ur. 1596)
  - Jerzy Dzieduszycki, polski szlachcic, polityk (ur. 1575)
- 1652 – Jacques Nompar de Caumont, francuski dowódca wojskowy, marszałek Francji (ur. 1558)
- 1657 – Gustaf Horn, szwedzki hrabia, dowódca wojskowy, polityk (ur. 1592)
- 1667 – Ludwika Maria Gonzaga, królowa Polski (ur. 1611)
- 1670 – Claude Vignon, francuski malarz, rytownik (ur. 1593)
- 1696 – Jean de La Bruyère, francuski eseista (ur. 1645)
- 1702 – Antonio Gherardi, włoski malarz, architekt (ur. 1638)
- 1726 – Charles Beauclerk, angielski arystokrata, wojskowy (ur. 1670)
- 1727 – Pier Jacopo Martello, włoski poeta, dramaturg (ur. 1665)
- 1730 – Stefan Potocki, polski polityk (ur. 1665)
- 1737 – Nakamikado, cesarz Japonii (ur. 1702)
- 1739 – Cosmas Damian Asam, niemiecki malarz, architekt (ur. 1686)
- 1743 – Melusine von der Schulenburg, niemiecka arystokratka (ur. 1667)
- 1755 – Samuel I Chaceres, ekumeniczny patriarcha Konstantynopola (ur. ok. 1700)
- 1760 – Christoph Graupner, niemiecki kompozytor (ur. 1683)
- 1764 – Picander, niemiecki poeta, librecista (ur. 1700)
- 1770 – Charles Avison, brytyjski kompozytor (ur. 1709)
- 1774 – Ludwik XV, król Francji (ur. 1710)
- 1775 – Karolina Matylda Hanowerska, królowa Danii i Norwegii (ur. 1751)
- 1787 – William Watson, brytyjski lekarz, botanik (ur. 1715)
- 1794 – Elżbieta Burbon, księżniczka francuska (ur. 1764)
- 1798 – George Vancouver, brytyjski oficer Royal Navy, podróżnik, odkrywca (ur. 1757)
- 1800 – Jacques Mallet du Pan, francuski dziennikarz (ur. 1749)
- 1803 – Stevens Thomson Mason, amerykański prawnik, wojskowy, polityk (ur. 1760)
- 1807 – Jean-Baptiste de Rochambeau, francuski generał, marszałek Francji (ur. 1725)
- 1812 – Aleksander Potocki, polski hrabia, polityk (ur. 1756)
- 1813 – Johann Karl Wilhelm Illiger, niemiecki entomolog, zoolog (ur. 1775)
- 1818 – Paul Revere, amerykański złotnik, wojskowy pochodzenia francuskiego (ur. 1735)
- 1819 – Mariano Salvador Maella, hiszpański malarz (ur. 1739)
- 1820 – Franciszek Węgleński, polski ziemianin, adwokat, polityk (ur. 1766)
- 1822:
  - Roch-Ambroise Cucurron Sicard, francuski duchowny katolicki, filolog, pionier nauczania głuchoniemych (ur. 1742)
  - Paolo Ruffini, włoski lekarz, matematyk (ur. 1765)
- 1829 – Thomas Young, brytyjski fizyk, fizjolog, lekarz (ur. 1773)
- 1838 – José Aparicio, hiszpański malarz (ur. 1773)
- 1848 – Fiodor Geismar, rosyjski baron, generał pochodzenia austriackiego (ur. 1783)
- 1849 – Hokusai Katsushika, japoński malarz, drzeworytnik (ur. 1760)
- 1864 – Heinrich Müller, niemiecki anatom (ur. 1820)
- 1876 – Ludwik Maurycy Hirszfeld, polski anatom pochodzenia żydowskiego (ur. 1814)
- 1881 – Stanisław Antoni Zamoyski, polski działacz społeczny i polityczny, zesłaniec (ur. 1834)
- 1887 – Marian Langiewicz, polski generał, dyktator powstania styczniowego (ur. 1827)
- 1892:
  - Fanny Churberg, fińska malarka (ur. 1845)
  - Carl August Dohrn, niemiecki przyrodnik, entomolog, tłumacz, przedsiębiorca (ur. 1806)
- 1893 – Ion Emanuel Florescu, rumuński generał, polityk, premier Rumunii (ur. 1819)
- 1901 – Christian Maclagan, szkocka archeolog, antykwariuszka (ur. 1811)
- 1904:
  - Robert Bartholow, amerykański neurolog (ur. 1831)
  - Andriej Riabuszkin, rosyjski malarz (ur. 1861)
  - Henry Morton Stanley, walijski dziennikarz, korespondent, pisarz, podróżnik (ur. 1841)
- 1906 – Stanisław Gniewosz, polski ziemianin, polityk (ur. 1834)
- 1907 – Frederic Moore, brytyjski entomolog (ur. 1830)
- 1909:
  - Shimei Futabatei, japoński pisarz, tłumacz (ur. 1864)
  - Félix-Henri Giacomotti, francuski malarz pochodzenia włoskiego (ur. 1828)
- 1910:
  - Stanislao Cannizzaro, włoski chemik, wykładowca akademicki (ur. 1826)
  - Edward Żeleński, polski urzędnik bankowy, artysta kabaretowy (ur. 1878)
- 1912 – Franciszek Bem, polski urzędnik, uczestnik powstania styczniowego (ur. 1839)
- 1915:
  - Karl Lamprecht, niemiecki historyk, wykładowca akademicki (ur. 1856)
  - Albert Weisgerber, niemiecki malarz, grafik (ur. 1878)
- 1920:
  - Jakub Kirszrot, polski adwokat, historyk pochodzenia żydowskiego (ur. 1848)
  - Wacław Ryb, polski podporucznik (ur. 1895)
- 1921 – Zofia Rogoszówna, polska autorka literatury dziecięcej, tłumaczka (ur. 1881/82)
- 1922:
  - Piotr Anochin, rosyjski rewolucjonista, bolszewik (ur. 1891)
  - Paweł Swietozarow, rosyjski duchowny i święty prawosławny (ur. 1866)
- 1923 – Wacław Worowski, rosyjski rewolucjonista, bolszewik, publicysta, krytyk literacki, dyplomata pochodzenia polskiego (ur. 1871)
- 1924:
  - Adolfo Albertazzi, włoski pisarz (ur. 1865)
  - Hermann Kretzschmar, niemiecki muzykolog, dyrygent (ur. 1848)
- 1925:
  - Alexandru Marghiloman, rumuński polityk, premier Rumunii (ur. 1854)
  - William Massey, nowozelandzki polityk, premier Nowej Zelandii (ur. 1856)
- 1926:
  - Aleksiej Ewert, rosyjski generał armii (ur. 1857)
  - Alton B. Parker, amerykański prawnik, sędzia, polityk (ur. 1852)
- 1927:
  - George Godolphin Osborne, brytyjski arystokrata, polityk (ur. 1862)
  - Marian Różański, polski adwokat, działacz narodowy (ur. 1864)
  - Zdzisław Zych-Płodowski, polski podpułkownik lotnictwa, inżynier mechanik (ur. 1892)
- 1928 – Iwan Merz, chorwacki filozof, błogosławiony (ur. 1896)
- 1929 – Jan Porajewski, polski internista, kapitan lekarz, samorządowiec, burmistrz Sanoka, działacz społeczny pochodzenia żydowskiego (ur. 1872)
- 1930:
  - Julio Romero de Torres, hiszpański malarz (ur. 1874)
  - Kanzan Shimomura, japoński malarz (ur. 1873)
- 1933:
  - Selma Kurz, austriacka śpiewaczka operowa (sopran) (ur. 1874)
  - Maria Teresa Toskańska, arcyksiężniczka Austrii, księżniczka Toskanii (ur. 1862)
- 1934:
  - Adam Ettinger, polski prawnik, kryminolog, działacz komunistyczny pochodzenia żydowskiego (ur. 1878)
  - Henryk Konic, polski adwokat, publicysta, polityk (ur. 1861)
  - Wiaczesław Mienżynski, radziecki wysoki funkcjonariusz organów bezpieczeństwa pochodzenia polskiego (ur. 1874)
- 1936:
  - Hinke Bergegren, szwedzki działacz socjalistyczny i anarchistyczny, pisarz, dziennikarz, agitator, tłumacz (ur. 1861)
  - Tadeusz Smoluchowski, polski chemik, wspinacz, działacz sportowy (ur. 1868)
  - Franciszek Stróżyński, polski działacz socjalistyczny i związkowy (ur. 1890)
- 1937:
  - Paul Chabas, francuski malarz (ur. 1869)
  - Wilhelm Henie, norweski kolarz torowy, łyżwiarz szybki (ur. 1872)
- 1938 – Henryk Rebuschini, włoski kamilianin, błogosławiony (ur. 1860)
- 1939 – Ołeksandr Kapustianśkyj, ukraiński duchowny greckokatolicki, polityk (ur. 1860)
- 1940:
  - Stanisław Bułak-Bałachowicz, rosyjsko-polsko-białoruski dowódca wojskowy (ur. 1883)
  - Jan Dąbrowski, polski adwokat (ur. 1882)
  - Kazimierz Rogoyski, polski ziemianin, chemik rolny, wykładowca akademicki (ur. 1870)
  - Hans Virchow, niemiecki anatom, wykładowca akademicki (ur. 1852)
- 1941 – James Park Thomson, australijski geograf, astronom, urzędnik państwowy (ur. 1854)
- 1942:
  - Stanisław Kudelski, polski major audytor (ur. 1890)
  - Siegfried Schwela, niemiecki lekarz, funkcjonariusz nazistowski (ur. 1905)
- 1943:
  - Menachem Bigelman, żydowski działacz ruchu oporu w getcie warszawskim (ur. 1919)
  - Jechiel Górny, żydowski działacz ruchu oporu w getcie warszawskim (ur. 1908)
  - Bronka Manulak, żydowska działaczka ruchu oporu w getcie warszawskim (ur. 1911)
  - Helena Zborowska, polska pisarka (ur. 1876)
- 1944 – Olga Bancic, rumuńska działaczka komunistyczna pochodzenia żydowskiego (ur. 1912)
- 1945:
  - Wsiewołod Blumental-Tamarin, rosyjski aktor, reżyser teatralny, kolaborant, propagandysta radiowy pochodzenia niemieckiego (ur. 1881)
  - Otto Brenneis, niemiecki funkcjonariusz i zbrodniarz nazistowski (ur. 1900)
  - Fritz Freitag, niemiecki funkcjonariusz i zbrodniarz nazistowski (ur. 1894)
  - Richard Glücks, niemiecki generał SS, zbrodniarz wojenny (ur. 1889)
  - Konrad Henlein, niemiecki działacz nazistowski, przywódca Niemców sudeckich (ur. 1898)
  - Friedrich Wilhelm Krüger, niemiecki generał SS, zbrodniarz wojenny (ur. 1894)
  - Jakub Mącznik, polski malarz pochodzenia żydowskiego (ur. 1905)
  - Aleksandr Szczerbakow, radziecki generał pułkownik, polityk (ur. 1901)
- 1946 – Stanisława Starostka, polska zbrodniarka wojenna, kapo w obozach koncentracyjnych (ur. 1917)
- 1947 – Juliusz Osterwa, polski aktor, reżyser teatralny (ur. 1885)
- 1950:
  - Vasile Aftenie, rumuński biskup greckokatolicki, błogosławiony (ur. 1899)
  - Dmitrij Odiniec, rosyjski historyk, wykładowca akademicki, pisarz, publicysta, polityk (ur. 1883)
- 1951:
  - Nikoła Muszanow, bułgarski polityk, premier Bułgarii (ur. 1872)
  - Józef Padewski, polski biskup polskokatolicki (ur. 1894)
  - George Sutherland, kanadyjski lekkoatleta, młociarz (ur. 1903)
- 1953 – Armand Pinsard, francuski generał pilot, as myśliwski (ur. 1887)
- 1954 – Leopold Neuhaus, niemiecki filozof, rabin, działacz społeczny pochodzenia żydowskiego (ur. 1879)
- 1955 – Tommy Burns, kanadyjski bokser (ur. 1881)
- 1956 – Franciszek Jan Pułaski, polski historyk, polityk, dyplomata (ur. 1875)
- 1959 – Reuwen Sziloah, izraelski polityk, założyciel i pierwszy dyrektor Mosadu (ur. 1909)
- 1960:
  - Jurij Olesza, rosyjski prozaik, dramaturg pochodzenia polskiego (ur. 1899)
  - Maurice Schwartz, amerykański aktor pochodzenia żydowskiego (ur. 1890)
- 1962 – Shunroku Hata, japoński marszałek polny (ur. 1879)
- 1963 – Franco Comotti, włoski kierowca wyścigowy (ur. 1906)
- 1964 – Michaił Łarionow, rosyjski malarz, scenograf (ur. 1881)
- 1965:
  - Edmund Adler, austriacki malarz, litograf (ur. 1876)
  - William Petersson, szwedzki lekkoatleta, sprinter i skoczek w dal (ur. 1895)
- 1966 – Artur Argiewicz, polski skrzypek (ur. 1881)
- 1967 – Lorenzo Bandini, włoski kierowca wyścigowy (ur. 1935)
- 1968:
  - Jehan de Rohan-Chabot, francuski lekarz, działacz sportowy (ur. 1884)
  - Wasilij Sokołowski, radziecki dowódca wojskowy, marszałek ZSRR (ur. 1897)
- 1969 – Josef Váchal, czeski grafik, rzeźbiarz, malarz, ilustrator (ur. 1884)
- 1971 – Lawrence Nuesslein, amerykański strzelec sportowy (ur. 1895)
- 1972 – Marek Lusztig, polski kompozytor (ur. 1932)
- 1974:
  - Hal Mohr, amerykański operator filmowy (ur. 1894)
  - Józef Putek, polski prawnik, pisarz, działacz ruchu ludowego, polityk, minister poczt i telegrafów, poseł na Sejm RP (ur. 1892)
  - Zygmunt Włodzimierz Skórzewski, polski arystokrata, rotmistrz (ur. 1894)
- 1975:
  - Zygmunt Haupt, polski pisarz, malarz, architekt (ur. 1907)
  - Eino Heino, fiński operator filmowy (ur. 1912)
- 1976:
  - Karol Milik, polski duchowny katolicki, administrator archidiecezji wrocławskiej (ur. 1892)
  - Oleg Oszenkow, rosyjski piłkarz, trener (ur. 1911)
  - Tadeusz Schmidt, polski aktor, reżyser (ur. 1920)
- 1977 – Joan Crawford, amerykańska aktorka (ur. 1904)
- 1978 – Witold Dąbrowski, polski poeta, tłumacz, publicysta (ur. 1933)
- 1979:
  - Antun Augustinčić, chorwacki rzeźbiarz (ur. 1900)
  - István Bibó, węgierski prawnik, urzędnik państwowy, polityk, teoretyk polityki (ur. 1911)
  - Hans Bjerrum, duński hokeista na trawie (ur. 1899)
  - Louis Paul Boon, belgijski pisarz (ur. 1912)
  - Tadeusz Kałkowski, polski numizmatyk, kolekcjoner, inżynier komunikacji (ur. 1899)
- 1980 – Leslie Peltier, amerykański astronom amator (ur. 1900)
- 1981:
  - Gerhardt Boldt, niemiecki porucznik (ur. 1918)
  - Bolesław Lewandowski, polski kompozytor, dyrygent, pedagog (ur. 1912)
  - Nikołaj Tiszczenko, radziecki piłkarz, trener (ur. 1926)
- 1982 – Peter Weiss, niemiecki pisarz (ur. 1916)
- 1985:
  - Tahar Ben Ammar, tunezyjski polityk, premier Tunezji (ur. 1889)
  - Toni Branca, szwajcarski kierowca wyścigowy (ur. 1916)
- 1986 – Anna Kamieńska, polska poetka, tłumaczka (ur. 1920)
- 1987:
  - Kazimierz Kuźniar, polski agroklimatolog, meteorolog (ur. 1907)
  - Wilhelm Strienz, niemiecki piosenkarz (ur. 1900)
- 1988 – Shen Congwen, chiński pisarz (ur. 1902)
- 1989:
  - Joseph Brennan, amerykański koszykarz, trener (ur. 1900)
  - Zygmunt Listkiewicz, polski aktor, reżyser, pedagog (ur. 1932)
  - Dominik Tatarka, słowacki pisarz, publicysta, tłumacz, sygnatariusz „Karty 77” (ur. 1913)
- 1990:
  - Susan Oliver, amerykańska aktorka, pilotka (ur. 1932)
  - Walker Percy, amerykański pisarz (ur. 1916)
- 1991:
  - Jörgen Smit, norweski pedagog, antropozof, pisarz (ur. 1916)
  - Georg Strobl, niemiecki hokeista (ur. 1910)
- 1992:
  - Werner Nilsen, amerykański piłkarz pochodzenia norweskiego (ur. 1904)
  - Andrzej Waligórski, polski aktor, dziennikarz, poeta, satyryk, autor tekstów piosenek (ur. 1926)
- 1993:
  - Hans Merkle, niemiecki piłkarz, trener (ur. 1918)
  - Stanisław Piłat, polski bokser (ur. 1909)
  - Lester del Rey, amerykański pisarz science fiction, wydawca, krytyk literacki (ur. 1915)
- 1994:
  - Cleanth Brooks, amerykański krytyk literacki, wykładowca akademicki (ur. 1906)
  - John Wayne Gacy, amerykański seryjny morderca (ur. 1942)
  - Włodzimierz Łuszczykiewicz, polski dziennikarz radiowy, aktor dziecięcy, felietonista, autor tekstów piosenek, scenarzysta filmów animowanych (ur. 1940)
- 1996 – Margaret Bell, kanadyjska lekkoatletka, skoczkini wzwyż (ur. 1917)
- 1997 – Jacinto Quincoces, hiszpański piłkarz, trener (ur. 1905)
- 1998:
  - Lajos Czinege, węgierski generał, polityk (ur. 1924)
  - José Francisco Peña Gómez, dominikański adwokat, politolog, spiker radiowy, polityk pochodzenia haitańskiego (ur. 1937)
  - Clara Rockmore, litewska thereministka pochodzenia żydowskiego (ur. 1911)
- 1999 – Christian Skrzyposzek, polski prozaik, dramaturg, eseista (ur. 1943)
- 2000:
  - Kaneto Shiozawa, japoński aktor (ur. 1954)
  - Craig Stevens, amerykański aktor (ur. 1918)
- 2001 – Nikos Sampson, cypryjski polityk, samozwańczy prezydent Cypru (ur. 1935)
- 2002:
  - David Riesman, amerykański socjolog (ur. 1909)
  - Bogna Sokorska, polska śpiewaczka operowa (sopran koloraturowy) (ur. 1927)
- 2003:
  - Ołeh Hałkin, ukraiński kolarz szosowy (ur. 1965)
  - Stefan Widerski, polski lekkoatleta, średniodystansowiec (ur. 1923)
- 2004:
  - Orvar Bergmark, szwedzki piłkarz (ur. 1930)
  - Rajmund Jakubowicz, polski aktor (ur. 1931)
  - Kazimierz Osmański, polski wszechstronny sportowiec, trener hokejowy (ur. 1913)
- 2005 – Benedikt Obermüller, niemiecki narciarz alpejski (ur. 1930)
- 2006:
  - Soraya, kolumbijsko-amerykańska piosenkarka, gitarzystka, producentka muzyczna (ur. 1969)
  - Aleksandr Zinowjew, rosyjski socjolog, filozof (ur. 1922)
- 2008:
  - Leyla Gencer, turecka śpiewaczka operowa (sopran) (ur. 1928)
  - Jessica Jacobs, australijska aktorka, piosenkarka (ur. 1990)
- 2009:
  - Andrzej Flis, polski antropolog, socjolog (ur. 1953)
  - Zbigniew Łagocki, polski fotograf, artysta, pedagog (ur. 1927)
  - Júlio Mazzei, brazylijski trener piłkarski (ur. 1930)
- 2010:
  - Frank Frazetta, amerykański artysta-plastyk pochodzenia włoskiego (ur. 1928)
  - Płaton Kostiuk, ukraiński fizjolog, biofizyk (ur. 1924)
  - Wołodymyr Płoskyna, ukraiński piłkarz, trener (ur. 1954)
  - Zygmunt Syrokomski, polski pedagog, harcmistrz (ur. 1908)
- 2011 – Edmund Kaczmarek, polski dyplomata (ur. 1935)
- 2012:
  - Horst Faas, niemiecki fotoreporter (ur. 1933)
  - Günther Kaufmann, niemiecki aktor (ur. 1947)
  - Eddie Perkins, amerykański bokser (ur. 1937)
  - Carroll Shelby, amerykański kierowca wyścigowy, konstruktor samochodów sportowych (ur. 1923)
  - Gunnar Sønsteby, norweski bohater narodowy, członek ruchu oporu podczas II wojny światowej (ur. 1918)
- 2013:
  - John Bush, brytyjski admirał (ur. 1914)
  - Mariusz Szmyd, polski samorządowiec, wójt gminy Sanok (ur. 1965)
- 2014:
  - Yeso Amalfi, brazylijski piłkarz (ur. 1925)
  - Gene Chyzowych, amerykański piłkarz, trener (ur. 1935)
- 2015:
  - Chris Burden, amerykański artysta (ur. 1946)
  - Kim Kyok-sik, północnokoreański dowódca wojskowy, szef sztabu, polityk, minister obrony (ur. 1944)
  - Mario Rodríguez, argentyński piłkarz (ur. 1937)
  - Jindřich Roudný, czeski lekkoatleta, długodystansowiec (ur. 1924)
- 2016:
  - Mustafa Badr ad-Din, libański terrorysta (ur. 1961)
  - Jolanta Czaplińska, polska aktorka (ur. 1937)
  - Louis van Gasteren, holenderski reżyser filmowy (ur. 1922)
  - Gene Gutowski, polsko-amerykański producent filmowy (ur. 1925)
  - Wojciech Król, polski immunolog (ur. 1956)
  - Thomas Luckmann, niemiecki socjolog (ur. 1927)
  - Ryszard Przybylski, polski eseista, tłumacz (ur. 1928)
  - Steve Smith, kanadyjski kolarz górski (ur. 1989)
- 2017:
  - Geoffrey Bayldon, brytyjski aktor (ur. 1924)
  - Piotr Galant, polski koszykarz, trener (ur. 1955)
  - Krystyna Romeyko-Bacciarelli, polska dziennikarka (ur. 1940)
  - Nelson Xavier, brazylijski aktor, reżyser i scenarzysta filmowy (ur. 1941)
- 2018:
  - Liz Chase, zimbabwejska hokeistka na trawie (ur. 1950)
  - David Goodall, australijski botanik, ekolog (ur. 1914)
  - Jewgienij Wasiukow, rosyjski szachista (ur. 1933)
- 2019:
  - Domenico Padovano, włoski duchowny katolicki, biskup Conversano-Monopoli (ur. 1940)
  - Alfredo Pérez Rubalcaba, hiszpański chemik, polityk, minister, wicepremier (ur. 1951)
  - Paul-Werner Scheele, niemiecki duchowny katolicki, biskup Würzburga (ur. 1928)
- 2020 – Tadeusz Milewski, polski działacz społeczny, paraolimpijczyk (ur. 1938)
- 2021:
  - Michel Fourniret, francuski seryjny morderca, pedofil (ur. 1942)
  - Krzysztof Kozłowski, polski inżynier, matematyk, automatyk (ur. 1951)
- 2022:
  - Mieczysław Kluge, polski żołnierz AK, uczestnik powstania warszawskiego (ur. 1927)
  - Łeonid Krawczuk, ukraiński ekonomista, polityk, prezydent Ukrainy (ur. 1934)
  - Bob Lanier, amerykański koszykarz (ur. 1948)
  - Peter Wu Junwei, chiński duchowny katolicki, prefekt apostolski Xinjiang (ur. 1963)
- 2023:
  - Carlos Jesús Patricio Baladrón Valdés, kubański duchowny katolicki, biskup Guantánamo-Baracoa (ur. 1945)
  - Ian Hacking, kanadyjski filozof (ur. 1936)
  - Krystyna Łubieńska, polska aktorka (ur. 1932)
  - Jacklyn Zeman, amerykańska aktorka (ur. 1953)
- 2024:
  - Mary Banotti, irlandzka pielęgniarka, działaczka społeczna, polityk, eurodeputowana (ur. 1939)
  - Maria Dłużewska, polska dziennikarka, reżyserka i scenarzystka filmowa, działaczka opozycji antykomunistycznej (ur. 1951)
  - Barbara Nawratowicz, polska aktorka, dziennikarka radiowa (ur. 1932)
  - Sergiusz Sachno, polski fotograf (ur. 1945)
- 2025:
  - Wiktor Haglauer, polski koszykarz, trener (ur. 1931)
  - Stefan Lelental, polski prawnik, karnista, profesor nauk prawnych, nauczyciel akademicki (ur. 1935)
  - Andrzej Tchórzewski, polski poeta, eseista, krytyk literacki, dramaturg, autor słuchowisk, tłumacz (ur. 1937)
  - Janusz Witkowski, polski ekonomista, profesor nauk ekonomicznych, prezes GUS (ur. 1945)